# Zygostigma australe
Zygostigma australe là một loài thực vật có hoa trong họ Long đởm. Loài này được (Cham. & Schltdl.) Griseb. miêu tả khoa học đầu tiên năm 1839.